# Mychocerus depressus
Mychocerus depressus là một loài bọ cánh cứng trong họ Cerylonidae. Loài này được LeConte miêu tả khoa học năm 1866.